# Paesi soggetti

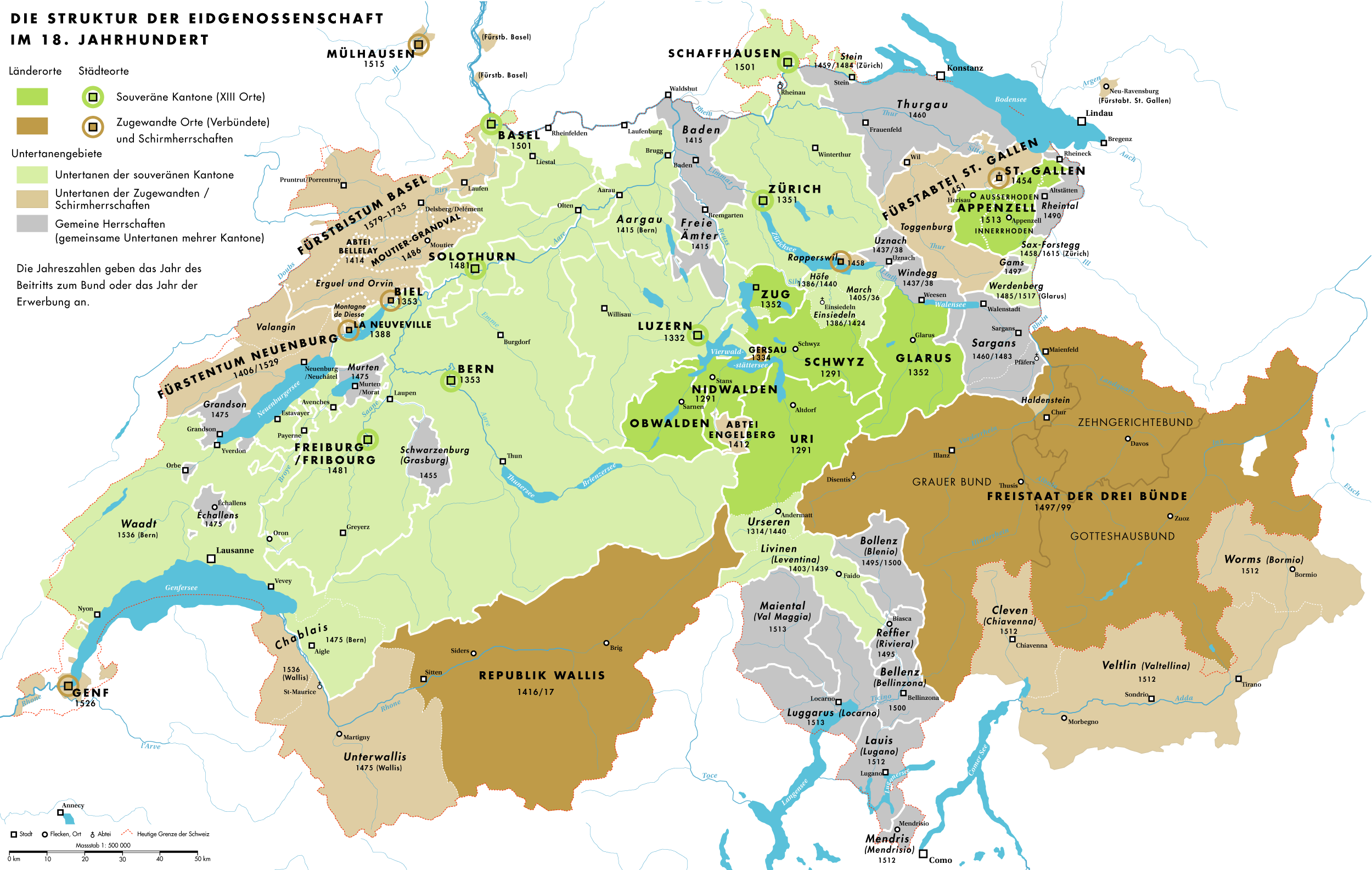
Confederazione nel XVIII secolo. In verde chiaro i Paesi soggetti direttamente amministrati da un cantone sovrano (ovvero uno dei membri della Confederazione dei tredici cantoni, Dreizehn Alte Orte, in verde scuro); in marrone chiaro i Paesi soggetti amministrati da alleati della confederazione (zugewandten Orte, in marrone scuro); in grigio i baliaggi comuni, paesi soggetti amministrati congiuntamente da più cantoni sovrani.

Furono chiamati paesi soggetti i territori conquistati dai cantoni sovrani svizzeri nei secoli della fine del Medioevo.

## Storia
Attorno al XV secolo, i cantoni sovrani svizzeri avviarono una politica espansionistica al fine di disporre di maggiori territori per assicurarsi forniture alimentari a sufficienza. Questa espansione avvenne, se possibile, in modo pacifico: infatti alcuni cantoni acquistarono terre dai signori indebitati; ci fu però anche un ricorso alle armi, come per esempio la conquista urana dei territori a sud del Gottardo.

### Etimologia del termine
I cantoni sovrani trattavano gli abitanti dei territori conquistati come dei soggetti, da qui il nome di paesi soggetti. I paesi soggetti non disponevano di autonomia e non avevano alcun diritto di voto e di partecipazione alla Dieta, inoltre erano anche esclusi dall'ambito militare. I cantoni proprietari dei paesi soggetti si facevano versare, in virtù dei diritti feudali, dei tributi.